# Testudinidae
Testudinidae este o familie de broaște țestoase.